# Diskografie Damiens
Toto je seznam alb a písní skupiny Damiens

## Diskografie
- 1999 Křídla – Popron Music, CD
- 1999 Křídla - Zlatý bonus – Popron Music, CD
- 2000 Svět zázraků – Popron Music, CD
- 2000 Nashledanou 2000 – Popron Music, CD
- 2000 Svět zázraků - Nashledanou – Popron Music, CD
- 2002 Nechci zůstat sám – Popron Music, MC, CD
- 2003 Největší hity – Popron Music, MC, CD

### Křídla
Křídla (album) je studiové album skupiny Damiens, které vyšlo v roce 1999.
- Seznam skladeb:

1. "Lásko měj se" (3:50)
2. "Mám Tě rád" (4:18)
3. "Co máš to máš" (3:16)
4. "Má hvězda" (3:18)
5. "Indián" (3:41)
6. "Zpátky domů" (4:18)
7. "Kristýna" (3:24)
8. "Astro-Yetti" (4:08)
9. "Na Měsíc" (3:18)
10. "Tvých sedmnáct" (3:28)
11. "Nostradamus" (4:14)

Nahoru

### Křídla - Zlatý bonus
Křídla – Zlatý bonus je studiové album skupiny Damiens, které vyšlo v roce 1999.
- Seznam skladeb:

1. "Lásko měj se" (3:50)
2. "Mám Tě rád" (4:18)
3. "Co máš to máš" (3:16)
4. "Má hvězda" (3:18)
5. "Indián" (3:41)
6. "Zpátky domů" (4:18)
7. "Kristýna" (3:24)
8. "Astro-Yetti" (4:08)
9. "Na Měsíc" (3:18)
10. "Tvých sedmnáct" (3:28)
11. "Nostradamus" (4:14)
12. "Lásko měj se" / (Kotlík Mix) (2:36)
13. "Mám Tě rád" / (Acoustic) (2:43)
14. "Vzdálená" (3:32)

Nahoru

### Svět zázraků
Svět zázraků je studiové album skupiny Damiens, které vyšlo v roce 2000.
- Seznam skladeb:

1. "Svět zázraků" (3:36)
2. "Stýská se mi" (3:56)
3. "S Tebou" (3:36)
4. "Ještě chvíli hřej" (3:47)
5. "Mít někoho rád" (3:47)
6. "Miluj mě víc" (3:41)
7. "První láska" (4:37)
8. "Nech mě jít" (2:54)
9. "Jsem zamilovanej" (3:27)
10. "Láska má je láska tvá" (3:45)
11. "Jane" (3:40)
12. "Mít někoho rád" / Karaoke verze (3:48)
13. "Ještě chvíli hřej" / Karaoke verze (3:47)
14. "S Tebou" / Karaoke verze (3:36)
15. "Láska má je láska tvá" / Karaoke verze (3:36)

Nahoru

### Nashledanou 2000
Nashledanou 2000 je studiové album skupiny Damiens, které vyšlo v roce 2000.
- Seznam skladeb:

1. "Nech mě jít" / Soft bonus
2. "První láska" / String bonus
3. "Purpura" / Christmas bonus
4. "Vzdálená"

- - Další informace
- Nahráno ve studiích Mercury a Kreyson v září – říjnu 2000
- Podtitul: poslední společné nahrávky, příloha k albu Svět zázraků

Nahoru

### Svět zázraků - Nashledanou
Svět zázraků – Nashledanou je výběrové album skupiny Damiens, které vyšlo v roce 2000.
- Seznam skladeb:

1. "Svět zázraků"
2. "Stýská se mi"
3. "S tebou"
4. "Ještě chvíli hřej"
5. "Mít někoho rád"
6. "Miluj mě víc"
7. "První láska"
8. "Nech mě jít"
9. "Jsem zamilovanej"
10. "Láska má je láska tvá"
11. "Jane"
12. "Nech mě jít" / Soft bonus
13. "První láska" / String bonus
14. "Purpura" / Christmas bonus
15. "Mít někoho rád" / Karaoke verze
16. "Ještě chvíli hřej" / Karaoke verze
17. "S tebou" / Karaoke verze
18. "Láska má je láska tvá" / Karaoke verze

- - Další informace
- Nahráno ve studiích Mercury a Kreyson v lednu březnu, září říjnu 2000.
- Podtitul: 3x Bonus, poslední společné nahrávky.

Nahoru

### Nechci zůstat sám
Nechci zůstat sám (album) je studiové album skupiny Damiens, které vyšlo v roce 2002.
- Seznam skladeb:

1. "Super Bílá Myš"
2. "Nechci zůstat sám"
3. "Toulám se"
4. "Jseš volná"
5. "Dávám co mám"
6. "Proč mám lhát"
7. "Kdo má víc"
8. "Na, na, na"
9. "Ptákům závidím"
10. "Nesmíš to vzdát"
11. "Turbo super bílá myš"
12. "Super bílá myš" / Karaoke verze
13. "Nechci zůstat sám" / Karaoke verze
14. "Toulám se" / Karaoke verze
15. "Jseš volná" / Karaoke verze
16. "Dávám co mám" / Karaoke verze
17. "Proč mám lhát" / Karaoke verze
18. "Kdo má víc" / Karaoke verze
19. "Na, na, na" / Karaoke verze
20. "Ptákům závidím" / Karaoke verze
21. "Nesmíš to vzdát" / Karaoke verze
22. "Turbo super bílá myš" / Karaoke verze

- - Další informace
- Nahráno, smícháno a smastrováno v období březen 2001 – březen 2002 ve studiu Kreyson

Nahoru

### Největší hity
Největší hity (Damiens) je výběrové album skupiny Damiens, které vyšlo v roce 2003.
- Seznam skladeb:

1. "Mám Tě rád" (4:19)
2. "Ještě chvíli hřej" (3:49)
3. "Stýská se mi" (3:57)
4. "Vzdálená" (3:35)
5. "Lásko měj se" (3:53)
6. "Super bílá myš" (2:40)
7. "Co máš, to máš" (3:18)
8. "Nechci zůstat sám" (4:35)
9. "Miluj mě víc" (3:44)
10. "S Tebou" (3:39)
11. "Kdo má víc" (3:57)
12. "Zpátky domů" (4:20)
13. "Purpura" (4:08)
14. "Jane" (3:43)
15. "Toulám se" (4:42)
16. "Lásko měj se" / Dance Mix (3:21)
17. "Nech mě jít" / Soft Bonus (2:47)
18. "Mít někoho rád" (3:50)
19. "Mám Tě rád" / Old Version (3:06)
20. "Damiens Megamix" (3:40)

Nahoru

## Seznam písní
- poz. – píseň – (hudba/text)

(na doplnění)

### A
- Astro-Yetti – (h:/t:)

### C
- Co máš to máš' – (h:/t:)

### D
- Dávám co mám – (h:/t:)

### H
- Hvězda – (h:/t:)

### I
- Indián – (h:/t:)

### J
- Jana – (Ladislav Křížek/Ladislav Křížek)
- Jane – (Ladislav Křížek/Ladislav Křížek)
- Ještě chvíli hřej – (h:/t:)
- Jsem zamilovanej – (h:/t:)
- Jseš volná – (h:/t:)

### K
- Kdo má víc – (h:/t:)
- Kristýna – (h:/t:)

### L
- Láska má je láska tvá – (h:/t:)
- Lásko měj se – (h:/t:)

### M
- Má hvězda – (h:/t:)
- Mám Tě rád – (h:/t:)
- Miluj mě víc – (h:/t:)
- Mít někoho rád – (h:/t:)

### N
- Na Měsíc – (h:/t:)
- Na, na, na – (h:/t:)
- Nechci zůstat sám – (h:/t:)
- Nech mě jít – (h:/t:)
- Nesmíš to vzdát – (h:/t:)
- Nostradamus – (h:/t:)

### P
- Proč mám lhát – (h:/t:)
- První láska – (h:/t:)
- Ptákům závidím – (h:/t:)
- Purpura – (h:/t:)

### S
- S Tebou – (h:/t:)
- Stýská se mi – (h:/t:)
- Svět zázraků – (h:/t:)
- Super bílá myš – (h:/t:)

### T
- Toulám se – (Ladislav Křížek a Mirek Křížek/Ladislav Křížek)
- Turbo super bílá myš – (h:/t:)
- Tvých sedmnáct – (h:/t:)

### V
- Vzdálená – (h:/t:)

### Z
- Zpátky domů – (h:/t:)

Nahoru